# 尤班克廣場 (亞利桑那州)
尤班克廣場（英語：Ubank Place）是位於美國亞利桑那州納瓦霍縣的一個非建制地區。該地的面積和人口皆未知。

## 地理
尤班克廣場的座標為34°54′39″N 109°57′05″W / 34.91083°N 109.95139°W，而該地的平均海拔高度為1613米（即5292英尺）。